# Martin Loft
Martin Loft, född 18 februari 1965, är en dansk sångare och skådespelare.
Martin Loft fick sin sångutbildning hos sångaren Ian Adam i London. Han har sedan 1990-talet haft en framgångsrik skådespelarkarriär med roller som Javert i Les Misérables (1993–1994), Anatoly i Chess (1995), Koptos i Atlantis (1994–1995), John i Miss Saigon (1996–1997), von Trapp i Sound of Music (2003), Doktor Livesay i Skattkammarön (2004), titelrollen i Peter Sabroe (2006) och som Hugo Alfvén i musikalen Lyset over Skagen (2008). Utöver teateruppträdanden i Danmark har Loft även uppträtt som musikalartist i Storbritannien.
Loft blev känd för den bredare befolkningen i Danmark 1996, då han tillsammans med Dorthe Andersen framförde låten Kun med dig i Dansk Melodi Grand Prix (DMGP) och vann. De fick dock inte representera Danmark i Eurovision Song Contest, eftersom det var för många länder som ville delta. Han återkom till DMGP året därpå med bidraget Hvor går man hen med kærlighed under artistnamnet Stay Tuned och hamnade på näst sista plats. Han blev erbjuden att framföra låten Sig det’ løgn i DMGP 2004 men tackade nej. Istället framförde Tomas Thordarson låten och vann den danska uttagningen. I Eurovision Song Contest framförde han den på engelska under titeln Shame on you men lyckades inte kvalificera sig till finalen.